# Seckauer Zinken
Seckauer Zinken – szczyt w grupie Seckauer Tauern, w Niskich Taurach. Leży w Austrii, w Styrii, niedaleko na północ od Seckau.